# Nyon Challenger 1989
Il Nyon Challenger 1989 è stato un torneo di tennis facente parte della categoria ATP Challenger Series nell'ambito dell'ATP Challenger Series 1989. Il torneo si è giocato a Nyon in Svizzera dal 28 agosto al 3 settembre 1989 su campi in terra rossa.

## Vincitori

### Singolare
Marc Rosset ha battuto in finale  Roland Stadler con il punteggio di 7–6, 6–1

### Doppio
Nicholas Fulwood /  Libor Pimek hanno battuto in finale  João Cunha e Silva /  David Macpherson con il punteggio di 6–7, 7–6, 6–4